# Anedhella boisduvali
Anedhella boisduvali är en fjärilsart som beskrevs av Pierre E.L. Viette 1965. Anedhella boisduvali ingår i släktet Anedhella och familjen nattflyn. Inga underarter finns listade i Catalogue of Life.